# Ламекин
Ламекин (латыш. Lamekins; лат. Lammekinus, Lammechinus)  — правитель куршей в период их сопротивления немецким крестоносцам, отправленным в прибалтийские земли в начале 13. века папой Иннокентием Третьим. Ламекин управлял территориями Пиемаре, Вентава и Бандава. Его имя упоминается в различных письменных источниках. В целом крупное территориальное образование, которое было заселено куршами, получило название Курсы (латинизированный, также распространённый вариант — Курония).

## Правители территорий современной Латвии
Резиденция куршского правителя Ламекина располагалась на территории современной Кулдиги, его замок, по мнению многих историков, располагался в трёх километрах от этого города, в устье речки Крачупите. Эта местность составляет одно из куршских городищ на территории Латвии. Между прочим, кроме территории «королевства» Курсы в состав современной Латвии входили земли Земгалии, которые подчинялись также известному правителю Виестарту; территория Талавы, в которой власть держал князь Таливалдис, принявший мученическую смерть от эстонских налетчиков; город Кукенойс (Кокнесе) и окрестности, составлявшие одно княжество, правителем которого был князь Вячко; самое крупное из вышеназванных Ерсикское княжество, престол которого занимал Всеволод (Висвалдис) Ерсикский.

## Исторический договор между куршами и Балдуином Альнским
После приезда в Куронию посланника папы Римского Григория IX Балдуина Альнского (или, другой вариант, Болдуин из Оне) (официально его титул звучал как вицелегат), который был уполномочен понтификом проводить переговоры с представителями племён, оказывавших активное сопротивление захватчикам-крестоносцам. Ламекин вместе со старейшинами куршей согласился участвовать в переговорах в городе Дурбе с папским посланником для урегулирования затянувшегося конфликта. После переговоров в 1230 году был заключён договор, основным пунктом которого был факт безоговорочного признания верховенства власти папы Римского над Курсой. В этом договоре куршский правитель Ламекин был официально именован вождем, на латинском (официальном языке титулования в средневековый период) это звучало как Lamechinus rex. В качестве других пунктов в договоре значились необходимость уплаты церковной дани и оказание военной помощи в борьбе с литовцами и земгалами, которые продолжали упорствовать в язычестве. Фактически условия этого договора были сравнительно выгодными для куршей ,поскольку они предполагали христианизацию населения Куронии несиловым путём и установление «мягкого» папского контроля над территорией, при этом сами курши могли принимать у себя священников от понтифика так же, как это делали жители Готланда ,что фактически уравнивало куршей в правах с жителями Висбю. Однако папа был «далеко», а епископ и орден Меченосцев были рядом, что не могло не повлиять на расклад сил. Рижское епископство давно присматривалось к территории Курсы и до договора с Балдуином Альнским предлагало куршам аналогичную защиту. Создание папской области на своей территории крестоносцев не устраивало, и они приступили к решительным действиям.

## Вмешательство рижского епископаНиколая
Рижский епископ стремился избежать усиления папской власти в регионе и опасался возрастающего влияния папы. Епископ Николай и его подчинённые ходатайствовали о расторжении договора. После этого уже войска епископа оформили новые условия договора, своим присутствием в Куронии продемонстрировав свою готовность подавить любые попытки сопротивления. Условия этого договора, который Ламекин вынужден был заключить с епископом Николаем, предполагали уплату более высокой подати, чем это было оговорено с папским представителем.

## Этимология имени[1]
На латыни куршского вождя называют Lammechinus, или Ламекин.  На куршском наречеии он мог называться Ламикис (Lamiķis), поскольку в Злекской волости под Вентспилсом еще сейчас существует топоним Lamiki  или Lameks (A.Bielenstein, 1892; Я.Эндзелин, 1925; Ю.Плакис, 1936; A.Швабе, 1938).
В XIV веке в Злекской волости, в поселке Абава жил кто-то из потомков Ламекина — житель Кулдигской комтурии Lammike,  второй в Ивандской волости — Nassote Lammike, третий в Алсунгской волости, в посёлке Алмале — Lammike.
В книге "Liber Census Daniae" упомянута земля Ламата, которая находится между Курляндией и Пруссией, а в договоре 1252 года между магистром Тевтонского ордена и епископом Курляндии об учреждении Мемеля есть указание на "землю Ламекина" (terra Lammethin).

Согласно одной гипотезе, имя Ламекина балтское и родственно слову lāmata (E.Blese, 1937). Согласно другой гипотезе, происхождение имени финно-угорское: в записях Таллина за 1337 год упомянут некий сын Ламекина (famulus Lamechinus).